# جيمس إي. مكدونالد
جيمس إي. مكدونالد (بالإنجليزية: James E. McDonald)‏ هو سياسي أمريكي، ولد في 4 يونيو 1881، وتوفي في 12 يونيو 1952. حزبياً، نشط في الحزب الديمقراطي.